# Elaphognathia sugashimaensis
Elaphognathia sugashimaensis là một loài chân đều trong họ Gnathiidae. Loài này được Nunomura miêu tả khoa học năm 1981.